# Autoroute C-17 (Espagne)
Pour les articles homonymes, voir C-17.
L'axe autonome C-17 relie Barcelone à Ripoll en alternant voie rapide et route ordinaire sur 96 km.

## Histoire
L'ensemble de l'itinéraire appartenait à la N-152 jusqu'à la réforme du système de classement routier local, intervenu en 2003. Les premiers doublements de voies ont été mis en service à partir des années 1990 afin de faire face à un trafic régional en constante augmentation.

## Projets
La transformation en autovia de la portion entre Vic et Ripoll a été achevée en 2011.

## Parcours
| Points | Destinations                   | Bifurcation        | km |
| ------ | ------------------------------ | ------------------ | -- |
|        | Barcelone                      | Avinguda Meridiana | 0  |
| Sortie |                                | B-20 C-33 C-58     | 1  |
|        | La Llagosta                    | N-152a             | 6  |
|        | Mollet del Vallès              | C-59               | 10 |
| Sortie | Mollet del Vallès              | BV-140             | 11 |
| Sortie | Mollet del Vallès              | N-152a             | 13 |
| Sortie |                                | BV-1604            | 14 |
| Sortie | Gérone / France                | E-15 AP-7          | 15 |
| Sortie | València / Tarragone / Lérida  | E-15 AP-7          | 15 |
| Sortie | Barcelone / Mollet del Vallès  | C-33               | 15 |
| Sortie | Parets del Vallès              | C-35 BV-1605       | 16 |
| Sortie | Lliçà de Vall / Granollers     | C-155              | 18 |
|        |                                |                    | 20 |
| Sortie | Lliça d'Amunt / Canovelles     | BV-1432            | 21 |
| Sortie |                                | C-1415b            | 22 |
| Sortie |                                | BV-1433            | 24 |
| Sortie | L'Ametlla del Vallès / Llerona | BP-1432 BV-1433    | 26 |
| Sortie | La Garriga                     |                    | 28 |
| Sortie | La Garriga / Can Noguera       | N-152a             | 31 |
| Sortie | Figarò                         |                    | 34 |
| Sortie | Tagamanent                     |                    | 36 |
|        |                                |                    | 37 |
| Sortie | L'Abella / Aiguafreda          |                    | 40 |
| Sortie | Aiguafreda                     |                    | 42 |
| Sortie | Centelles-Sud                  | C-1413b            | 44 |
| Sortie | Els Hostalets de Balenyà       | N-152a             | 45 |
|        | Centelles-Nord                 | N-152a             | 46 |
| 48     | Els Hostalets de Balenyà-Nord  | N-152a             | 48 |
| 49     | L'Estevenell                   |                    | 49 |
| 50     | Tona                           | BV-5303            | 50 |
| 51     | Tona Sant Andreu               |                    | 51 |
| 53     | Tona-Nord                      | N-152a             | 53 |
| 54     | Malla / Taradell               | N-141c BV-5306     | 54 |
| 56     |                                |                    | 56 |
| 57     |                                |                    | 57 |
| 58     | Vic                            | BV-1604            | 58 |
| 60     | Manresa / Lérida               | C-25D              | 60 |
| 63     | Gurb                           | BV-4601            | 63 |
| 64     | Gérone                         | C-25D              | 64 |
|        | Torelló                        | C-37 a             | 67 |
|        |                                |                    | 68 |
|        |                                |                    | 72 |
|        | Dir. Sud                       |                    |    |
|        | Dir. Nord                      |                    |    |
|        | France / Puigcerdà / Ripoll    | N-152              | 96 |

## Alternative
Un autre axe de même orientation double de loin cette liaison régionale, il s'agit de la C-16 qui relie Barcelone et Manresa à Puigcerdà qui passe par le Tunnel du Cadi.
Malgré sa gratuité, la C-17 demeure peu utilisée par les automobilistes pour se rendre dans le Cerdagne ou vers la Principauté d'Andorre, son prolongement logique assuré par la N-152 revêtant un caractère pénalisant du point de vue du confort et du temps de parcours.